# Dave Griffiths (cầu thủ bóng đá)
Dave Griffiths (sinh ngày 25 tháng 5 năm 1951) là một cầu thủ bóng đá người Anh, từng thi đấu ở vị trí hậu vệ tại Football League cho Tranmere Rovers.